# Кимврская война
Кимврская война (лат. Bellum Cimbricum, 113—101 годы до н. э.), Цимбрская война — война Римской республики в конце II века до н. э. с германскими племенами кимвров, тевтонов и рядом кельтских племён.
Кимврская война стала первой войной древних римлян с германскими племенами. В первом сражении в 113 году до н. э. кимвры разгромили напавшие на них римские войска в северо-восточных Альпах, после чего прошли через Рейн в Галлию, где в 109 году до н. э. нанесли ещё одно поражение римским легионам. Осенью 105 года до н. э. римляне попытались преградить путь варварским племенам (кимврам, а также присоединившимся к ним германцам и галлам) из Галлии в Италию, однако две римские армии были последовательно уничтожены близ Араузиона. После сражения варвары отказались от немедленного вторжения в Италию и остались в кельтской части Галлии.
Только через семь лет, в 102 году до н. э., кимвры, тевтоны, амброны и гельветы-тигурины направились в Италию, разделившись на три колонны. Летом того же года тевтоны и амброны были разгромлены консулом Гаем Марием при Аквах Секстиевых (Нарбонская Галлия), а в 101 году до н. э. при Верцеллах (верховья реки По) объединённые силы консула Гая Мария и проконсула Катула полностью уничтожили кимвров.
Во время Кимврской войны не произошло территориальных изменений, но римлянами было отражено одно из крупнейших вторжений варварских племён. Масштабы войны и гибель нескольких римских армий произвели огромное впечатление на римлян. В дальнейшем они серьёзно опасались вторжения в Италию германских племён, не опасаясь при этом более многочисленных кельтов. Во время войны была проведена коренная реформа римской армии, в результате которой произошла замена ополчения граждан боеспособной профессиональной армией. В дальнейшем это обусловило превращение римской армии в самостоятельную политическую силу, которую впоследствии римские полководцы использовали для борьбы за власть.

## Предыстория Кимврской войны

### Римская республика
В 120-х годах до н. э. владения Римской республики расширились в направлении Галлии. После разгрома галльских племён саллювиев (саллиев), аллоброгов и арвернов Рим основал на захваченных территориях приморскую провинцию Нарбонская Галлия, расположенную вдоль Средиземного моря от Западных Альп до Пиренеев. Большая часть Галлии всё ещё продолжала оставаться под контролем кельтских племён.
На Балканах после завоевания Македонии и Греции римские владения продолжают расширяться на север в направлении Дуная. Римляне покорили Далмацию и вели во Фракии борьбу со скордисками.
В 113 году до н. э. в Северной Африке обострилась борьба за власть между нумидийскими правителями Югуртой и Адгербалом. После казни Югуртой в 112 году до н. э. союзника Рима Адгербала сенат послал четыре легиона в Африку. Югуртинская война (111—105 гг. до н. э.) была на тот момент главной для Римской республики. Однако ещё до её успешного окончания над Италией нависла угроза вторжения кимвров, которые в сражении близ Араузиона на нижней Роне уничтожили две римские армии. Плутарх писал:

«Вместе с известием о пленении Югурты в Рим пришла молва о кимврах и тевтонах; сперва слухам о силе и многочисленности надвигающихся полчищ не верили, но потом убедились, что они даже уступают действительности. В самом деле, только вооружённых мужчин шло триста тысяч, а за ними толпа женщин и детей, как говорили, превосходившая их числом. Им нужна была земля, которая могла бы прокормить такое множество людей, и города, где они могли бы жить…
Что же касается численности варваров, то многие утверждают, будто их было не меньше, а больше, чем сказано выше».

### Кимвры
Точное происхождение кимвров неизвестно. Страбон писал: «Что касается кимвров, некоторые вещи, которые о них рассказывают, неточны, а другие истории совершенно невероятны». Хотя античные авторы относили кимвров к германцам, указывая на их прежнее пребывание в Ютландии, современные историки обращают внимание на ряд черт, сближающих кимвров с кельтами, в частности имена их вождей.
Маршрут движения кимвров до столкновения с римлянами изложил Страбон, ссылаясь на Посидония. По мнению последнего, кимвры отправились в поход, когда Северное море начало затапливать их земли на побережье. Первоначально они вошли в земли бойев (Богемия, современная Чехия), но были оттеснены местными племенами. Форсировав Дунай, кимвры двинулись на юг в земли скордисков, населявших Паннонию, откуда отправились на запад, вторгшись в Норик.

## Вторжение кимвров.113 год до н. э.
О начале Кимврской войны известно по фрагменту из «Римской истории» Аппиана, который сохранился в трактате Константина Багрянородного «О посольствах».
В 113 году до н. э. кимвры вторглись в Норик (современная Австрия), альпийскую землю на южном берегу Дуная, населённую кельтскими и иллирийскими племенами. В Норике кимвры захватили дружественный римлянам торгово-ремесленный город таврисков Норею. Город был разграблен, множество жителей погибло, а уцелевшие были проданы в рабство.
Римский сенат, встревоженный этим нападением, приказал консулу Гнею Папирию Карбону с 30-тысячной армией остановить варваров. Чтобы преградить им путь из Норика в Италию, консул занял горные проходы в северо-восточных Альпах. Он обвинил варваров в нападении на нориков, союзников Рима. Зная о военном могуществе Рима, кимвры направили к Карбону послов, обещая не нападать на союзные римлянам племена. После переговоров Карбон приказал проводникам провести послов обратно и, отправившись с войсками кратчайшим путём, атаковал кимвров. Однако в сражении римляне потерпели поражение. Лишь внезапно начавшаяся гроза вынудила кимвров прервать сражение, что помогло скрыться уцелевшим солдатам Карбона.
Страбон утверждал, что сражение произошло близ города Нореи, чьё местоположение точно не установлено. Предполагается, что античная Норея могла быть на месте австрийского города Ноймаркта.
После битвы кимвры продолжили путь на запад. Пройдя через земли гельветов (современная Швейцария), где к ним присоединились племена тигуринов и тоугенов, кимвры перешли Рейн и вступили в Галлию.

## Кимвры в Галлии.112—106 годы до н. э.
В 109 году до н. э. консул Марк Юний Силан вступил в переговоры с кимврами. Варвары потребовали «земли и жилья там, где они остановились», обещая взамен стать союзниками Рима. Римский сенат отказал кимврам, опасаясь нахождения у границ Италии столь многочисленного варварского племени. В сражении, подробности которого остались неизвестны, армия Марка Силана потерпела поражение, а его лагерь был захвачен.
В 107 году до н. э. союзники кимвров гельветы-тигурины под предводительством вождя Дивикона разбили на землях галльского племени аллоброгов войско консула Луция Кассия (сам консул погиб в сражении). Сдавшихся в плен римлян варвары подвергли унижению, проведя их под ярмом, а также завладели половиной захваченного имущества.
В 106 году до н. э. Рим посылает в Южную Галлию новую армию под командованием консула Квинта Сервилия Цепиона. Легионеры захватили Толозу, разграбив при этом кельтский храм Аполлона (что спустя 2 года послужило одним из оснований для привлечения Цепиона к суду, поскольку захваченное в храме золото исчезло).
Несмотря на ожесточённое сопротивление галльских племён, кимвры и их союзники потерпели поражение лишь в столкновении с племенами белгов (проживали на территории современной Бельгии). Бо́льшая часть Галлии была разорена. Юлий Цезарь, покоривший Галлию спустя 50 лет после Кимврской войны, в «Записках о Галльской войне» цитировал речь арверна Критогната о событиях войны с кимврами:

«Делать то, что делали наши предки в далеко не столь значительной войне с кимврами и тевтонами: загнанные в свои города и страдая от такой же нужды в съестных припасах, они поддерживали жизнь свою трупами людей, признанных по своему возрасту негодными для войны, но не сдались врагам».

## Битва при Араузионе.105 год до н. э.
В 105 году до н. э. армия проконсула Квинта Сервилия Цепиона защищала Нарбонскую Галлию к западу от реки Роны, а проход в Италию из Галлии удерживала армия консула Гнея Маллия, лагерь которой находился на восточном берегу Роны. О тех событиях писал древнеримский историк Граний Лициниан, ссылавшийся на сочинение второго консула 105 года до н. э., Рутилия Руфа.
Отряд консульского легата Аврелия Скавра был разгромлен кимврами, сам он был сброшен варварами в бою с коня и захвачен в плен. На племенном совете кимвры предложили ему стать их военачальником. Но когда в ответ Скавр стал отговаривать их от вторжения в Италию, говоря о непобедимости римлян, молодой вождь кимвров Бойориг (лат. Boiorige) убил легата.
Встревоженный этим поражением консул Маллий Максим призвал проконсула Сервилия Цепиона объединить силы. Цепион перешёл на восточный берег Роны, но отказался объединить армии и разбил лагерь отдельно, не пожелав даже обсуждать совместный план ведения войны. Кимвры отправили к Цепиону послов с предложением заключить мир на условии предоставления им земли. Однако Цепион грубо выгнал послов, и на следующий день кимвры атаковали римлян.
Битва произошла 6 октября 105 года до н. э. у Араузиона (Аравсиона), кельтского поселения на левом берегу Роны, позднее ставшего опорным пунктом римлян. Орозий сообщал, что римлянам противостояли объединённые силы кимвров, тевтонов, тигуринов (гельветов) и амбронов (об участии в сражении амбронов также писал Плутарх). Ход боя остался неизвестен, однако античные авторы описывали его результат. Наиболее полную картину катастрофы римских армий дал Орозий:

«Там они [консул и проконсул]… были побеждены, принеся великий срам и риск римскому имени… Враги, захватив оба лагеря и огромную добычу, в ходе какого-то неизвестного и невиданного священнодействия уничтожили всё, чем завладели. Одежды были порваны и выброшены, золото и серебро сброшено в реку, воинские панцири изрублены, конские фалеры искорежены, сами кони низвергнуты в пучину вод, а люди повешены на деревьях — в результате ни победитель не насладился ничем из захваченного, ни побеждённый не увидел никакого милосердия».

Тит Ливий и Орозий (со ссылкой на Валерия Анциата) называют одинаковое число погибших римлян: 80 тыс. воинов и 40 тыс. слуг, обозников и торговцев (что численно превысило потери римлян после сражения при Каннах). Граний Лициниан приводит потери в 70 тыс. легионеров и легковооружённых солдат вспомогательных войск. Орозий сообщает, что из двух армий уцелел лишь десяток человек, принесших весть о разгроме. Погибли два сына консула Маллия Максима, хотя сами командующие спаслись и позднее были осуждены на изгнание.
Современные историки предполагают, что во время сражения варвары прижали и сбросили римские войска в реку Рону, что объясняет почти полное уничтожение двух крупных армий.
После битвы варвары не стали нападать на Италию и опустошали Нарбонскую Галлию, оставшуюся без римских войск. Оттуда они вторглись в Испанию, где кельтиберы вынудили их вернуться в Галлию. Тит Ливий считал, что именно тогда германское племя тевтонов присоединилось к кимврам. Отказ кимвров от вторжения в Италию дал римлянам необходимое время для подготовки.

## Мобилизация сил и военная реформа

### Положение Римской республики
Гибель двух консульских армий при Араузионе на западной границе Италии вынудил Рим принять чрезвычайные меры. По всему побережью и портам Италии был разослан приказ, запрещающий садиться на корабли лицам моложе 25 лет. От юношей была взята клятва в том, что они не покинут пределы Италии. Второй консул Публий Рутилий Руф начал спешно собирать новую армию:

«В отличие от всех предшествующих военачальников, он призвал в войска инструкторов из гладиаторской школы Гая Аврелия Скавра, чтобы те внедрили в легионах более изощрённую технику нанесения ударов и уклонения от них. То есть он соединил храбрость с искусством и, наоборот, искусство с храбростью, с тем чтобы усилить качество и того, и другого».

Новую армию возглавил консул Гай Марий. Именно её, а не участвовавшие в войне с Югуртой войска Марий выбрал для борьбы с кимврами.
В 102 году до н. э. объединённые силы варваров тремя колоннами отправились в Италию. Тевтоны и амброны двигались кратчайшим путём вдоль побережья. Кимвры отправились через Норик, в обход Альпов. Тигурины задержались в альпийских предгорьях и рассеялись после вести о разгроме союзников.

### Военная реформа Гая Мария
Территориальное расширение Римской республики вынудили Рим вести многочисленные войны в разных частях мира одновременно. В этих условиях содержание армии, набираемой из свободных граждан, стало для Рима крайне затруднительным.
В 107 году до н. э., когда кимвры находились в Галлии, сенат поручил консулу Гаю Марию завершить затянувшуюся войну с нумидийским царём Югуртой. С разрешения сената Марий изменил принцип комплектования армии, в которую отныне разрешалось набирать граждан без имущественного ценза (неимущих городских пролетариев). Отсутствие у солдат собственного хозяйства позволило увеличить срок военной службы до 20—25 лет. После окончания службы ветераны наделялись участком земли от государства. В результате ополчение граждан было заменено постоянной профессиональной армией.
Уровень подготовки солдат позволил унифицировать виды вооружения, лёгкая пехота и конница из граждан заменялись войсками римских союзников.
Также изменилась структура легиона — вместо манипулы (200 солдат) основным тактическим подразделением в римской армии стала более крупная когорта (600 солдат).
Избранный консулом во 2-й раз в 104 году до н. э. (и ещё трижды после этого) Гай Марий получил возможность подготовить армию для войны с кимврами в то время, когда они разоряли Галлию и Испанию.

## Битва при Аквах Секстиевых.102 год до н. э.

### Разгром тевтонов и амбронов

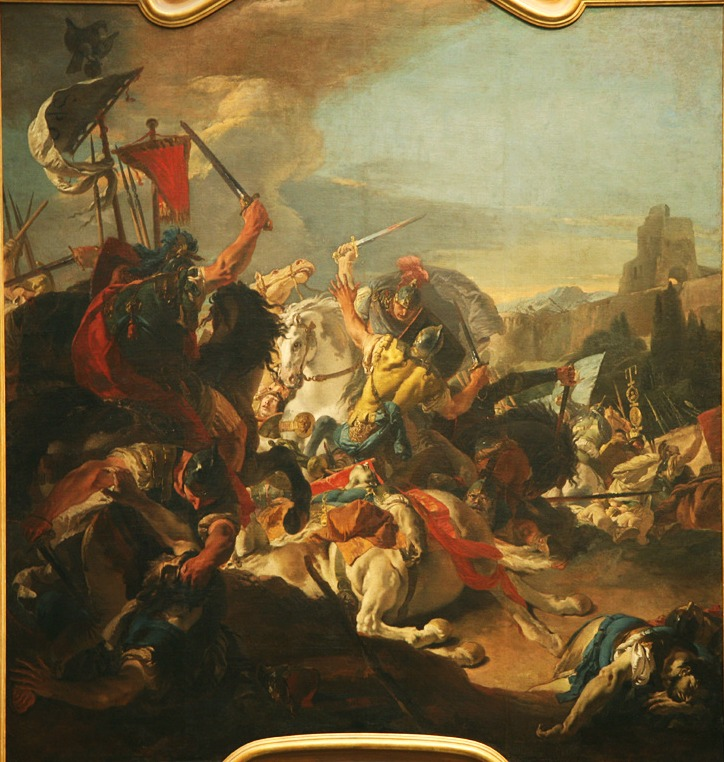
Битва римлян с варварами. Предположительно при Верцеллах. Худ. Д. Тьеполо, ок. 1727

Тевтоны и амброны отправились в Италию вдоль побережья и летом 102 года до н. э. приблизились к хорошо укреплённому лагерю Гая Мария недалеко от устья Роны. Когда попытки варваров штурмом взять лагерь были отбиты, они решили обойти его с севера, чтобы пройти в Италию. Гай Марий последовал за ними, выжидая удачный момент для сражения.
Возле города Аквы Секстиевы (севернее совр. Марселя) в предгорьях Альп римляне разбили лагерь на высоком холме. Когда рабы и обозники спустились к реке за водой, на них напали расположившиеся в тех же местах амброны. На помощь поспешили римские легионеры и союзные воины-италийцы. Амброны были опрокинуты в реку и бежали к своему лагерю, где среди повозок римлянам также пришлось сражаться и с женщинами варваров. После сумерек римляне отступили в свой лагерь.
Спустя три дня после боя римлян атаковали тевтоны с уцелевшими амбронами. Римляне расположились на выгодной позиции, варварам приходилось подниматься по крутому склону. Вскоре легионеры оттеснили тевтонов вниз на равнину, где те начали готовиться к бою, строясь в боевой порядок. В этот момент на варваров с тыла из леса напал заранее поставленный Марием в засаду 3-тысячный отряд Клавдия Марцелла. Среди тевтонов началась паника, и они обратились в беспорядочное бегство. Римляне пленили вождя тевтонов Тевтобода, позднее он стал украшением триумфа в Риме. Плутарх оценивал количество погибших и захваченных варваров в 100 тыс. человек, Веллей Патеркул сообщал о 150 тыс. «истреблённых врагов», а Тит Ливий писал о 200 тыс. убитых и 90 тыс. пленных:

«Во всяком случае, жители Массилии костями павших огораживали виноградники, а земля, в которой истлели мёртвые тела, стала после зимних дождей такой тучной от наполнившего её на большую глубину перегноя, что принесла в конце лета небывало обильные плоды».

Иероним в поучительном письме к знатной галльской матроне упоминал историю о 300 замужних тевтонских женщинах, пленённых римлянами при Аквах Секстиевых. Когда на просьбу сделать их служанками при храмах римляне ответили отказом, они убили своих детей и в одну ночь задушили друг друга.

### Вторжение кимвров в Италию
Устремившихся в Италию кимвров попытался сдержать второй консул 102 года до н. э. Квинт Лутаций Катул, расположившийся с войсками в северо-восточных Альпах. Во время сражения он начал отходить с перевалов к реке Адидже, но под напором кимвров легионеры впали в панику. Об одном из эпизодов того поражения римлян сообщал писатель начала I века Валерий Максим:

«Когда у реки Эч римские всадники, не выдержав натиска кимвров, в страхе прибежали в Рим, Марк Эмилий Скавр, светоч и краса отечества, послал сказать своему сыну, участвовавшему в бегстве: „Охотнее я увидел бы тебя убитым на своих глазах в честном бою, чем виновником постыдного бегства. Итак, если в тебе осталась хоть капля стыда, ты должен избегать взоров обесчещенного отца“. Получивши известие об этом, сын вонзил себе в грудь тот самый меч, который он должен был употребить против врагов».

Катул был вынужден занять оборону на южном берегу реки По, оставив север Италии между По и Альпами на разграбление варваров. Согласно Плутарху, римляне заключили с кимврами перемирие.

## Битва при Верцеллах.101 год до н. э.

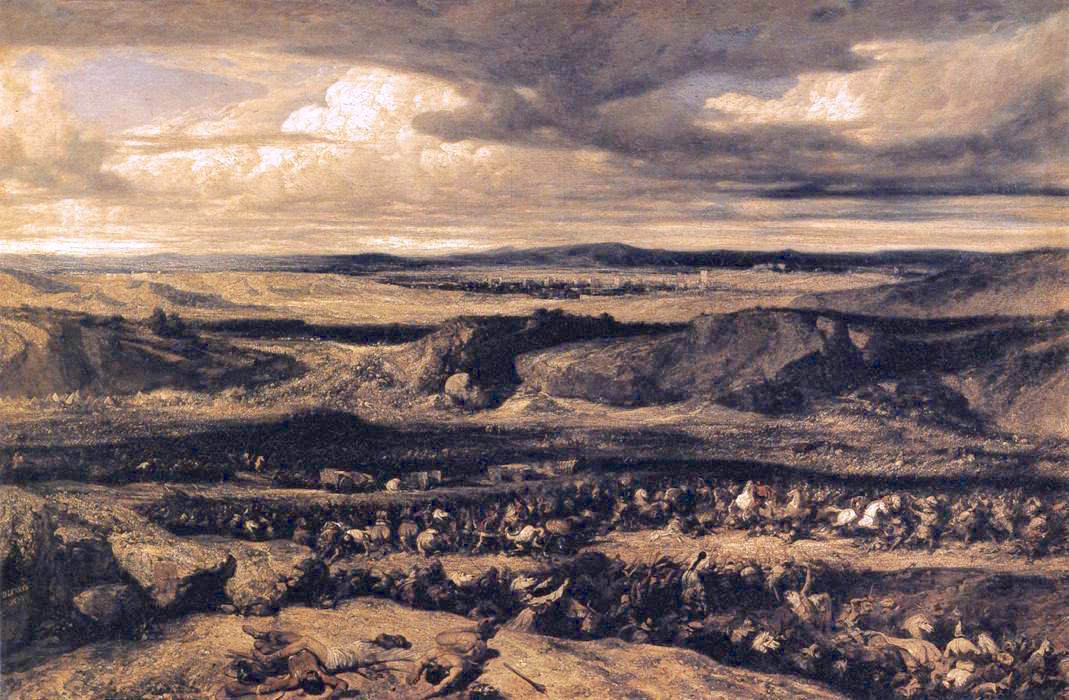
«Разгром кимвров». Худ. А.-Г. Декан, 1833

В следующем, 101 году до н. э. вновь избранный консулом Гай Марий объединил свои войска (32 тыс.), переброшенные из Галлии, с армией проконсула Катула (20 300 солдат). Переправившись на южный берег По, Марий попытался начать сражение с кимврами. Варвары сначала уклонялись от боя, но когда им стало известно о разгроме тевтонов, потребовали назначить время и место битвы.
Сражение состоялось 30 июля 101 года до н. э. на Равдинском поле у Верцелл (верховья реки По).
Армия Катула заняла центр, Марий расставил свои войска по флангам. Кимвры построили своё войско огромным квадратом, длина каждой стороны которого составляла 30 стадий (почти 5 км, что скорее всего является преувеличением). На правом фланге кимвры поставили конницу:

«А конница, числом до пятнадцати тысяч, выехала во всём своём блеске, с шлемами в виде страшных, чудовищных звериных морд с разинутой пастью, над которыми поднимались султаны из перьев, отчего ещё выше казались всадники, одетые в железные панцири и державшие сверкающие белые щиты. У каждого был дротик с двумя наконечниками, а врукопашную кимвры сражались большими и тяжёлыми мечами».

В битве на широкой равнине легионы Мария потеряли из вида войско кимвров, разгромленное силами армии Катула. В сражении пали вожди кимвров Бойориг (Boiorix) и Лугий (Lugius), Клаодик (Claodicus) и Кесориг (Caesorix) были захвачены в плен. Как и женщины амбронов, жёны кимвров защищались отчаянно, и покончили с собой, как и женщины тевтонов:

«Битва с жёнами варваров была не менее жестокой, чем с ними самими. Они бились топорами и пиками, поставив телеги в круг и взобравшись на них. Их смерть была так же впечатляюща, как и само сражение. Когда отправленное к Марию посольство не добилось для них свободы и неприкосновенности, — не было такого обычая, — они задушили своих детей или разорвали их на куски, сами же, нанося друг другу раны и сделав петли из своих же волос, повесились на деревьях или на оглоблях повозок».

Флор сообщает о 65 тыс. павших кимвров и только 300 римлянах. Веллей Патеркул писал о 100 тыс. убитых и пленных кимвров, а Плутарх увеличивает потери варваров до 120 тыс. убитых и 60 тыс. пленных.

## Итоги Кимврской войны
Во время войны вторгшиеся племена были полностью разгромлены, несмотря на то, что количество погибших и захваченных в плен варваров сильно отличается у античных историков. В I веке ещё сообщалось об обитании на берегах Северного моря небольшого племени кимвров, но после I века упоминания о них исчезают. После разгрома римлянами тевтоны как племя исчезли, хотя их название продолжает использоваться как обобщающее наименование современных немцев.
Римляне вновь столкнулись с германцами спустя почти 50 лет, когда Юлий Цезарь после завоевания Галлии направился к Рейну.

## В культуре
- Кимврская война занимает существенную часть романа Колин Маккалоу «Первый человек в Риме». В ней описаны в том числе поражение Цепиона-старшего при Араузеоне и победа Гая Мария при Верцеллах.